# Indigene Sprachen in Mexiko
Mexiko gehört zu den Ländern mit der größten Anzahl indigener Sprachen. Neben dem Spanischen, welches de facto die einzige Amtssprache ist, erkennt Mexiko seit 2003 gesetzlich 62 indigene Sprachen als „Nationalsprachen“ (lenguas nacionales) an. Nach Angaben der „Nationalen Kommission für die Entwicklung der indigenen Völker“ Mexikos (CDI) sind 13 % der Bevölkerung als indigen einzustufen, obwohl die Volkszählung im Jahr 2000 nur 7,1 % der Gesamtbevölkerung als Muttersprachler und weniger als 1 % einsprachige Sprecher indigener Sprachen auswies.

## Die wichtigsten indigenen Sprachen Mexikos
Die am meisten gesprochenen indigenen Sprachen sind Nahuatl mit über 1,7 Millionen (gesprochen in vielen Bundesstaaten, häufig auch als erlernte Zweit- oder Drittsprache) und Mayathan (Maya auf der Halbinsel Yucatán) mit fast 900.000 Sprechern. Es gibt in Mexiko insgesamt 11 indigene Sprachfamilien und 68 Sprachgruppen. 16 indigene Sprachen haben mehr als 100.000 Sprecher, mehr als in jedem anderen Land Amerikas. Von den 8 Millionen Einwohnern der Hauptstadtmetropole Mexiko-Stadt sprechen 125.000 eine indigene Sprache, davon 21 % Nahuatl (Stand: 2020).

## Geschichte
Vor der Eroberung Mexikos durch die Spanier wurden weit über hundert Sprachen auf dem Gebiet des heutigen Mexiko gesprochen. Einige davon hatten als Handelssprachen überregionale Bedeutung. Das Nahuatl war durch mehrere Einwanderungswellen aus dem Norden nach Zentralmexiko gelangt und wurde durch die Hochkulturen der Tolteken, der Tepaneken und schließlich der Mexica (Azteken) zur Prestigesprache Mesoamerikas. Wichtigste Kultur- und vollwertige Schriftsprachen im Kulturraum der Maya (Yucatán, Zentralamerika) waren das Mayathan und das Chol. Im Gebiet des heutigen Oaxaca waren wiederum das Mixtekische und Zapotekische als Verkehrssprachen wichtig.
Nach der Conquista wurde zunächst noch das Nahuatl als Missionssprache bevorzugt und so – in begrenztem Maße – weiterverbreitet. Gestützt wurde dies durch einen Erlass Philipps II. von Spanien von 1570, Nahuatl zur offiziellen Sprache in Neuspanien für die Kommunikation zwischen Weißen und Indigenen zu machen. Über ein Jahrhundert später, 1696, erließ Karl II. von Spanien ein Dekret, dass allein Spanisch die Amtssprache im spanischen Kolonialreich zu sein habe.
Der beschleunigte Niedergang der indigenen Sprachen begann jedoch erst nach der Unabhängigkeit Mexikos 1821, als die herrschenden Kreolen ihre Sprache, das Spanische, als Amtssprache durchsetzten. So sollen 1820 noch etwa 60 % der Bevölkerung indigene Sprachen gesprochen haben, während 1889 der Anteil nach Angaben des Geografen Antonio García Cubas bereits auf 38 % gefallen war. Die Volkszählung von 2000 ergab einen Anteil von nurmehr 7,1 % und 2020 war der Anteil auf 6,1 % gesunken. Die Daten aus dieser Zählung zeigen, dass viele indigene Sprachen Mexikos gefährdet sind, da sie nur noch von wenigen Kindern gelernt werden. Dies gilt – zumindest in wesentlichen Teilen ihres Sprachgebiets – selbst für die „großen“ indigenen Sprachen wie z. B. Nahuatl, Mayathan und Otomí.
Die Verwirklichung des Rechts auf Schulbildung für alle, aber eben nur in der Amtssprache Spanisch, nach der mexikanischen Revolution und der damit auch erleichterte soziale Aufstieg dürfte dabei zur Beschleunigung der Assimilierung beigetragen haben. Bis in die jüngste Vergangenheit war das erklärte Ziel der mexikanischen Regierung (wie auch anderer lateinamerikanischer Staaten) die Hispanisierung der indigenen Bevölkerung, die auch als „Befreiung von der Rückständigkeit“ verstanden wurde. Wichtig ist jedoch anzumerken, dass bei Volkszählungen regelmäßig die Kenntnis einer Sprache mit geringem Ansehen verleugnet wird und so zu niedrige Zahlen für indigene Sprachen ermittelt werden (underreporting).
Einen Wendepunkt in der offiziellen Politik stellen die 1990er Jahre dar, in denen erstmals auch auf internationaler Ebene in Amerika die so genannte interkulturelle zweisprachige Erziehung (Educación Intercultural Bilingüe, EIB oder EBI) thematisiert wurde. Aus diesen Jahren stammt die Festlegung im zweiten Artikel der mexikanischen Verfassung, dass Mexiko eine multikulturelle Nation sei und das Recht der indigenen Völker anerkenne, „ihre Sprachen zu erhalten und zu bereichern…“ und der Staat die EIB fördere.
2003 beschloss das mexikanische Parlament das „Allgemeine Gesetz über die sprachlichen Rechte der indigenen Völker“, das Spanisch und die indigenen Sprachen Mexikos auf Grund ihres historischen Hintergrunds als „Nationalsprachen“ anerkannte und den indigenen Sprachen „dieselbe Gültigkeit in ihrem Territorium, Gebiet und Kontext“ zusprach. Auf Grund dieses Gesetzes dürfen Indigene amtliche Unterlagen in ihrer Sprache vorlegen und anfordern. Der Staat ist hiernach verpflichtet zum Erhalt und der Förderung des Gebrauchs der Nationalsprachen durch die Tätigkeit des Instituts für Indigene Sprachen.
Mit über sieben Millionen Sprechern indigener Sprachen hat Mexiko die zweitgrößte absolute Anzahl indigener Sprecher in Amerika nach Peru. In prozentualer Hinsicht liegt es jedoch hinter Paraguay (Guaraní über 90 %), Bolivien (ca. 60 %), Guatemala (42,8 %), Peru (35 %), Ecuador (9,4 %) und Panama (8,3 %) erst an siebter Stelle.

## Vitalität der indigenen Sprachen Mexikos
Die Vitalität einer Sprache lässt sich daran messen, in welchem Maße sie von den Eltern (oder Großeltern) an die Kinder weitergegeben wird. In dieser Hinsicht gibt es starke Unterschiede zwischen den indigenen Sprachen in Mexiko. Insgesamt nimmt die absolute Zahl der Sprecher indigener Sprachen immer noch zu, doch nimmt ihr Anteil an der Gesamtbevölkerung ab, da diese schneller wächst. Bei einigen Sprachen – darunter auch wichtige Sprachen wie Otomí und Mayathan – hat zwischen 2000 und 2010 auch die absolute Zahl der Sprecher abgenommen. Bei einigen anderen nimmt dagegen auf Grund sehr hoher Geburtenraten und der Weitergabe der Sprache an fast alle Kinder selbst der prozentuale Anteil an der Gesamtbevölkerung deutlich zu. Hierzu gehören die Maya-Sprachen Tzotzil und Tzeltal in Chiapas, aber auch kleinere Sprachen wie etwa die uto-aztekischen Sprachen der Huichol und Tarahumara in der Sierra Madre Occidental.
Von einem Sprecherrückgang sind insbesondere Sprachen betroffen, die in wirtschaftlich und verkehrsmäßig gut erschlossenen Gebieten gesprochen werden, so etwa in Teilen Zentralmexikos und auf der Halbinsel Yucatán, während Sprachen in abgelegenen Gebieten auch heute noch von vielen Kindern gesprochen werden. Diesem Muster folgt auch das über viele voneinander entfernte Gegenden verbreitete Nahuatl, das in Mexiko-Stadt nur noch von wenigen alten Menschen gesprochen wird, dessen Sprecherzahl in vielen Gegenden nahe der Hauptstadt zurückgeht, in abgelegeneren Gegenden wie etwa in Guerrero dagegen zu den indigenen Sprachen mit den höchsten Zuwachsraten zählt.
| Indigene Sprachen in Mexiko: Sprecheranzahl und Anteil der Kinder (Volkszählung 2010) | Indigene Sprachen in Mexiko: Sprecheranzahl und Anteil der Kinder (Volkszählung 2010) | Indigene Sprachen in Mexiko: Sprecheranzahl und Anteil der Kinder (Volkszählung 2010) | Indigene Sprachen in Mexiko: Sprecheranzahl und Anteil der Kinder (Volkszählung 2010) | Indigene Sprachen in Mexiko: Sprecheranzahl und Anteil der Kinder (Volkszählung 2010) | Indigene Sprachen in Mexiko: Sprecheranzahl und Anteil der Kinder (Volkszählung 2010) |
| Indigene Sprache                                                                      | Sprecher ab 3 Jahren                                                                  | Sprecher von 3–14 Jahren                                                              | Anteil der Sprecher von 3–14 an allen Sprechern                                       | Anteil der Sprecher an allen Mexikanern ab 3 Jahren                                   | Anteil der Sprecher an allen Mexikanern von 3–14 Jahren                               |
| ------------------------------------------------------------------------------------- | ------------------------------------------------------------------------------------- | ------------------------------------------------------------------------------------- | ------------------------------------------------------------------------------------- | ------------------------------------------------------------------------------------- | ------------------------------------------------------------------------------------- |
| Alle Mexikaner                                                                        | 104781265                                                                             | 26357929                                                                              | 25,16 %                                                                               | 100,00 %                                                                              | 100,00 %                                                                              |
| Alle indigenen Sprachen                                                               | 6913362                                                                               | 1549365                                                                               | 22,41 %                                                                               | 6,60 %                                                                                | 5,88 %                                                                                |
| Nahuatl                                                                               | 1586884                                                                               | 331456                                                                                | 20,89 %                                                                               | 1,51 %                                                                                | 1,26 %                                                                                |
| Mayathan                                                                              | 796405                                                                                | 89994                                                                                 | 11,30 %                                                                               | 0,76 %                                                                                | 0,34 %                                                                                |
| Mixtekisch                                                                            | 489630                                                                                | 123079                                                                                | 25,14 %                                                                               | 0,47 %                                                                                | 0,47 %                                                                                |
| Tzeltal (Tseltal)                                                                     | 474298                                                                                | 171840                                                                                | 36,23 %                                                                               | 0,45 %                                                                                | 0,65 %                                                                                |
| Zapotekisch                                                                           | 434201                                                                                | 70118                                                                                 | 16,15 %                                                                               | 0,41 %                                                                                | 0,27 %                                                                                |
| Tzotzil (Tsotsil)                                                                     | 429168                                                                                | 149543                                                                                | 34,84 %                                                                               | 0,41 %                                                                                | 0,57 %                                                                                |
| Otomí                                                                                 | 288052                                                                                | 32562                                                                                 | 11,30 %                                                                               | 0,27 %                                                                                | 0,12 %                                                                                |
| Totonakisch                                                                           | 250252                                                                                | 49277                                                                                 | 19,69 %                                                                               | 0,24 %                                                                                | 0,19 %                                                                                |
| Mazatekisch                                                                           | 230124                                                                                | 53660                                                                                 | 23,32 %                                                                               | 0,22 %                                                                                | 0,20 %                                                                                |
| Chol (Ch’ol)                                                                          | 222051                                                                                | 66967                                                                                 | 30,16 %                                                                               | 0,21 %                                                                                | 0,25 %                                                                                |
| Huastekisch                                                                           | 166952                                                                                | 43204                                                                                 | 25,88 %                                                                               | 0,16 %                                                                                | 0,16 %                                                                                |
| Mixe                                                                                  | 136736                                                                                | 29333                                                                                 | 21,45 %                                                                               | 0,13 %                                                                                | 0,11 %                                                                                |
| Mazahua                                                                               | 136717                                                                                | 11407                                                                                 | 8,34 %                                                                                | 0,13 %                                                                                | 0,04 %                                                                                |
| Chinantekisch                                                                         | 135353                                                                                | 30555                                                                                 | 22,57 %                                                                               | 0,13 %                                                                                | 0,12 %                                                                                |
| Taraskisch (Purépecha)                                                                | 128344                                                                                | 26855                                                                                 | 20,92 %                                                                               | 0,12 %                                                                                | 0,10 %                                                                                |
| Tlapanekisch                                                                          | 127244                                                                                | 45266                                                                                 | 35,57 %                                                                               | 0,12 %                                                                                | 0,17 %                                                                                |
| Tarahumara                                                                            | 89503                                                                                 | 26488                                                                                 | 29,59 %                                                                               | 0,09 %                                                                                | 0,10 %                                                                                |
| Zoque                                                                                 | 65372                                                                                 | 16990                                                                                 | 25,99 %                                                                               | 0,06 %                                                                                | 0,06 %                                                                                |
| Tojolabal                                                                             | 54201                                                                                 | 16367                                                                                 | 30,20 %                                                                               | 0,05 %                                                                                | 0,06 %                                                                                |
| Huichol                                                                               | 47625                                                                                 | 17069                                                                                 | 35,84 %                                                                               | 0,05 %                                                                                | 0,06 %                                                                                |
| Chatino                                                                               | 47327                                                                                 | 15665                                                                                 | 33,10 %                                                                               | 0,05 %                                                                                | 0,06 %                                                                                |
| Amuzgo de Guerrero                                                                    | 45889                                                                                 | 14915                                                                                 | 32,50 %                                                                               | 0,04 %                                                                                | 0,06 %                                                                                |
| Popoluca                                                                              | 42473                                                                                 | 11524                                                                                 | 27,13 %                                                                               | 0,04 %                                                                                | 0,04 %                                                                                |
| Mayo                                                                                  | 39759                                                                                 | 1880                                                                                  | 4,73 %                                                                                | 0,04 %                                                                                | 0,01 %                                                                                |
| Chontal de Tabasco                                                                    | 37091                                                                                 | 3976                                                                                  | 10,72 %                                                                               | 0,04 %                                                                                | 0,02 %                                                                                |
| Triqui                                                                                | 27137                                                                                 | 8342                                                                                  | 30,74 %                                                                               | 0,03 %                                                                                | 0,03 %                                                                                |
| Tepehuano de Durango (Tepehuano del sur)                                              | 26804                                                                                 | 9939                                                                                  | 37,08 %                                                                               | 0,03 %                                                                                | 0,04 %                                                                                |
| Zapoteco sureño                                                                       | 24089                                                                                 | 7791                                                                                  | 32,34 %                                                                               | 0,02 %                                                                                | 0,03 %                                                                                |
| Cora                                                                                  | 21445                                                                                 | 7762                                                                                  | 36,19 %                                                                               | 0,02 %                                                                                | 0,03 %                                                                                |
| Popoloca                                                                              | 18485                                                                                 | 4017                                                                                  | 21,73 %                                                                               | 0,02 %                                                                                | 0,02 %                                                                                |
| Huave                                                                                 | 18264                                                                                 | 4579                                                                                  | 25,07 %                                                                               | 0,02 %                                                                                | 0,02 %                                                                                |
| Yaqui                                                                                 | 17592                                                                                 | 3408                                                                                  | 19,37 %                                                                               | 0,02 %                                                                                | 0,01 %                                                                                |
| Cuicateco                                                                             | 13037                                                                                 | 1928                                                                                  | 14,79 %                                                                               | 0,01 %                                                                                | 0,01 %                                                                                |
| Pame                                                                                  | 11627                                                                                 | 3927                                                                                  | 33,77 %                                                                               | 0,01 %                                                                                | 0,01 %                                                                                |
| Mame (Mam)                                                                            | 10467                                                                                 | 1155                                                                                  | 11,03 %                                                                               | 0,01 %                                                                                | 0,00 %                                                                                |
| Kanjobal (Q’anjob’al)                                                                 | 9625                                                                                  | 2616                                                                                  | 27,18 %                                                                               | 0,01 %                                                                                | 0,01 %                                                                                |
| Tepehua                                                                               | 8968                                                                                  | 1094                                                                                  | 12,20 %                                                                               | 0,01 %                                                                                | 0,00 %                                                                                |
| Tepehuano de Chihuahua (Tepehuano del norte)                                          | 8399                                                                                  | 2991                                                                                  | 35,61 %                                                                               | 0,01 %                                                                                | 0,01 %                                                                                |
| Amuzgo de Oaxaca                                                                      | 5203                                                                                  | 1417                                                                                  | 27,23 %                                                                               | 0,00 %                                                                                | 0,01 %                                                                                |

## Indigene Sprachen nach Bundesstaat
Der Anteil von Sprechern indigener Sprachen ist generell in den südlichen Bundesstaaten höher als im Norden. Dies war ein Ergebnis der Volkszählung 2020:
| Bundesstaat         | Bevölkerung insgesamt | Bevölkerung ab 3 Jahren | Bevölkerung ab 3 Jahren | Bevölkerung ab 3 Jahren |
| Bundesstaat         | Bevölkerung insgesamt | insgesamt               | indigene Muttersprache  | indigene Muttersprache  |
| Bundesstaat         | Bevölkerung insgesamt | insgesamt               | Personen                | Anteil                  |
| ------------------- | --------------------- | ----------------------- | ----------------------- | ----------------------- |
| Oaxaca              | 4.132.148             | 3.917.300               | 1.221.555               | 31,2 %                  |
| Chiapas             | 5.543.828             | 5.181.929               | 1.459.648               | 28,2 %                  |
| Yucatán             | 2.320.898             | 2.215.931               | 525.092                 | 23,7 %                  |
| Guerrero            | 3.540.685             | 3.328.762               | 515.487                 | 15,5 %                  |
| Hidalgo             | 3.082.841             | 2.944.897               | 362.629                 | 12,3 %                  |
| Quintana Roo        | 1.857.985             | 1.752.570               | 204.949                 | 11,7 %                  |
| Campeche            | 928.363               | 878.528                 | 91.801                  | 10,4 %                  |
| Puebla              | 6.583.278             | 6.238.582               | 615.622                 | 9,9 %                   |
| San Luis Potosí     | 2.822.255             | 2.687.679               | 231.213                 | 8,6 %                   |
| Veracruz            | 8.062.579             | 7.716.363               | 663.503                 | 8,6 %                   |
| Nayarit             | 1.235.456             | 1.174.739               | 69.069                  | 5,9 %                   |
| Tabasco             | 2.402.598             | 2.283.383               | 91.025                  | 4,0 %                   |
| Michoacán           | 4.748.846             | 4.493.516               | 154.943                 | 3,4 %                   |
| Chihuahua           | 3.741.869             | 3.570.280               | 110.498                 | 3,1 %                   |
| Durango             | 1.832.650             | 1.733.682               | 47.242                  | 2,7 %                   |
| Mexiko-Stadt        | 16.992.418            | 16.260.058              | 417.603                 | 2,6 %                   |
| Sonora              | 2.944.840             | 2.817.821               | 62.808                  | 2,2 %                   |
| Tlaxcala            | 1.342.977             | 1.258.093               | 27.174                  | 2,2 %                   |
| Morelos             | 1.971.520             | 1.887.763               | 38.110                  | 2,0 %                   |
| Baja California Sur | 798.447               | 758.642                 | 13.581                  | 1,8 %                   |
| Nuevo León          | 5.784.442             | 5.508.144               | 77.945                  | 1,4 %                   |
| México              | 9.209.944             | 8.933.167               | 125.153                 | 1,4 %                   |
| Querétaro           | 2.368.467             | 2.253.414               | 31.383                  | 1,4 %                   |
| Baja California     | 3.769.020             | 3.610.844               | 49.130                  | 1,4 %                   |
| Sinaloa             | 3.026.943             | 2.885.315               | 35.539                  | 1,2 %                   |
| Jalisco             | 8.348.151             | 7.912.955               | 66.963                  | 0,8 %                   |
| Colima              | 731.391               | 699.821                 | 5.210                   | 0,7 %                   |
| Tamaulipas          | 3.527.735             | 3.367.123               | 22.651                  | 0,7 %                   |
| Zacatecas           | 1.622.138             | 1.531.847               | 5.005                   | 0,3 %                   |
| Guanajuato          | 6.166.934             | 5.840.957               | 14.048                  | 0,2 %                   |
| Aguascalientes      | 1.425.607             | 1.352.235               | 2.539                   | 0,2 %                   |
| Coahuila            | 3.146.771             | 2.980.244               | 5.527                   | 0,2 %                   |
| Mexiko insgesamt    | 126.014.024           | 119.976.584             | 7.364.645               | 6,1 %                   |

## Karten
| Karten der indigenen Sprachen in Mexiko (Stand: 2000) |                                           |                                           |
|                                                       |                                           |                                           |
| Sprachen mit mehr als 100.000 Sprechern               | Sprachen mit 20.000 bis 100.000 Sprechern | Sprachen mit weniger als 20.000 Sprechern |